# 1876 Napolitania
1876 Napolitania este un asteroid din centura principală, descoperit pe 31 ianuarie 1970 de Charles Kowal.